# Palio del Niballo
Il Palio del Niballo è la rievocazione storica caratteristica della città di Faenza. Si tratta di una celebrazione delle giostre di origine medievale e si disputa fra cinque rioni della città; ha luogo tradizionalmente nella quarta domenica di giugno.
Attorno alla gara si sono progressivamente sviluppate altre manifestazioni che caratterizzano la vita della città romagnola nel mese di giugno, detto mese del Palio, e in varie altre occasioni lungo tutto l'anno.

## Storia
Il Palio moderno affonda le proprie radici storiche nel Medioevo faentino: la prima giostra di cui si hanno notizie è infatti la Giostra del Barbarossa, una quintana voluta nel gennaio 1164 dall’imperatore Federico Barbarossa per testare l'abilità dei faentini in battaglia. L’avvenimento resta a lungo impresso nella memoria popolare e, dopo quella del Barbarossa, nei secoli si correranno a Faenza altre quattro giostre: il Palio di San Nevolone, il Palio dell'Assunta, il Palio di San Pietro e la Quintana del Niballo.
La più antica documentazione d'archivio relativa a quest'ultima risale al 1410, che presenta però il Palio come una consuetudine più remota:
Questa giostra, alla quale si riallaccia l’odierno Palio del Niballo, si svolse fino al 1796, momento in cui giunsero anche a Faenza gli sconvolgimenti legati alla rivoluzione francese. 
In epoca moderna la prima edizione risale al 1959: l'idea di recuperare il Palio si deve a Ermanno Cola e Giuseppe Sangiorgi, che trassero ispirazione dalle antiche cronache del torneo cavalleresco risalenti all'epoca rinascimentale. 

## I Rioni
Il palio moderno ha come protagonisti i cinque Rioni della città, che si contendono la vittoria nelle manifestazioni manfrede:

Mappa dei Rioni nel centro storico

- Rione Giallo (Rione di Porta Ponte)
- Rione Rosso (Rione di Porta Imolese)
- Rione Nero (Rione di Porta Ravegnana)
- Rione Verde (Rione di Porta Montanara)
- Borgo Durbecco (Rione di Porta delle Chiavi, in precedenza Rione Bianco)

I primi quattro rioni: Giallo, Rosso, Nero e Verde riprendono i colori e l'antica divisione amministrativa del comune, ancora visibile in vecchie mappe cittadine conservate nella biblioteca comunale.
I territori rionali sono separati dai quattro corsi cittadini, gli antichi cardo e decumano di epoca romana, e ripropongono la suddivisione storica altomedioevale della città faentina in quattro Rioni. Il Borgo Durbecco, cioè l'area della città sulla riva destra del fiume Lamone, sviluppatasi in epoca tardomedievale, è stato istituito come "Rione Bianco" nel 1959 per poter coinvolgere nella gara anche questa zona della città, altrimenti esclusa dalla manifestazione. Nella stessa occasione si decise di assegnare al Rione del Borgo il colore bianco e come simbolo la raffigurazione dell'antico ponte sul fiume Lamone che univa la città col Borgo.

## La gara
Accorrete alla tenzone ch'ogn'anno si corre nella quarta domenica di giugno. Dalla Porta del Ponte et Montanara, dalla Porta Imolese et Ravegnana e da Durbecco, dame e cavalieri, armigeri e balestri muoveranno, alte portando le insegne dei Rioni, per disputar sul campo della giostra l'ambìto Palio, ch'a vincitor compete.
E voi, Madonne, festeggiate i cavalieri ch'a all'incontro giostreran da prodi non meno di colui che lauro conquisterà nella contesa.
Alti volteggieran nel vento, d'abilissimi alfieri, gli stendardi et scalpitar di destrieri e balenar d'acciari, rinverdiranno i fasti della città manfreda.»
(Il Banditore chiama i Rioni "a singolar tenzone")

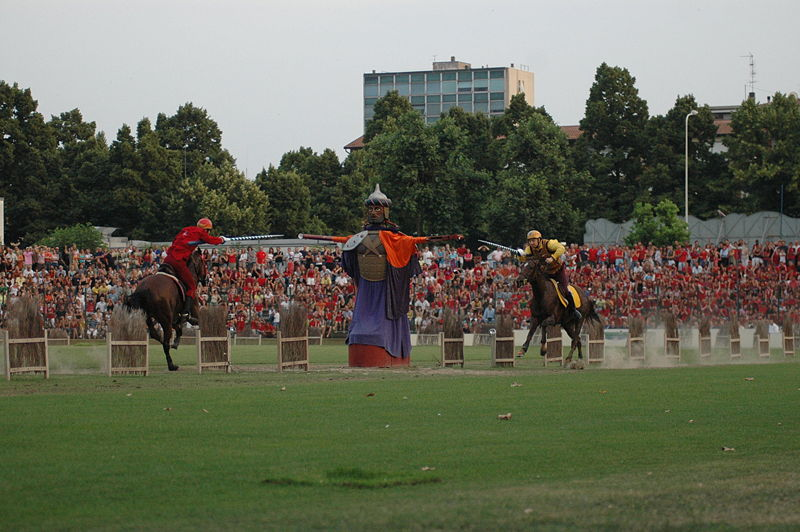
Cavalieri che si sfidano in una tornata di gara

La gara del Palio ha luogo presso lo stadio comunale di Faenza "Bruno Neri". I cinque cavalieri dei rispettivi rioni si sfidano a coppie: il rappresentante del rione ultimo classificato nel Palio dell'anno precedente sfida ad uno ad uno i quattro cavalieri dei rioni avversari, quindi identica sfida viene poi lanciata da tutti gli altri contendenti, per un totale di venti scontri (chiamati tornate).
I cavalieri usano lance ('bigorde') della lunghezza di 2,75 metri e del peso di 3,750 chilogrammi. All'inizio della tornata i cavalieri si sistemano negli stalli di partenza, collocati uno a fianco dell'altro. Quando il magistrato dà il via, gli stalli si aprono e i cavalieri lanciano i cavalli al galoppo, percorrendo ognuno il proprio tracciato semicircolare per una lunghezza di circa 145 metri.

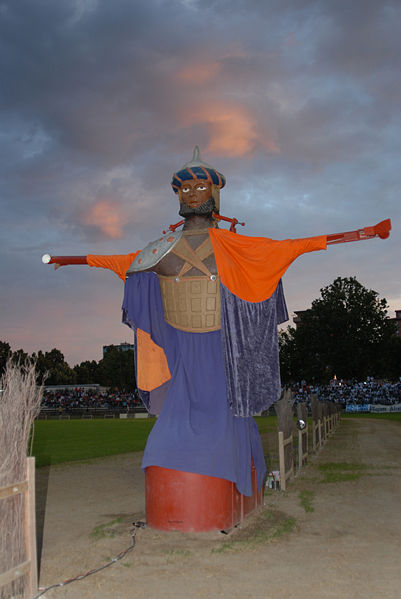
Il Niballo

L'incontro tra i cavalieri avviene sull'altro lato del campo di gara, dove i due tracciati divengono paralleli e dove è posto il Niballo (nome derivante dal condottiero cartaginese Annibale), un pupazzo raffigurante un saraceno con le braccia distese e con in ogni mano un bersaglio dal diametro di 8 centimetri.
Il primo cavaliere che, senza aver commesso irregolarità durante l'avvicinamento, colpisce con la lancia il bersaglio, provoca l'alzata del braccio colpito e vince la tornata. Ogni vittoria dà diritto ad uno scudo del rione sconfitto, che viene issato sulla tribuna del rione vincitore. La tornata viene definita nulla nel caso in cui nessuno dei due cavalieri colpisca il bersaglio.
Al termine delle venti tornate di sfida, il rione che ha conquistato il maggior numero di scudi vince il Palio, cioè un vessillo in stoffa; il rione giunto secondo vince una porchetta, e  il terzo un gallo e una treccia d'aglio. A parità di scudi vinti, per i fini della vittoria, vengono disputate delle tornate di spareggio. Per il resto della classifica in caso di parità si guardano le posizioni dell'anno precedente.

### Albo d'oro
| Data           | Rione vincitore |
| -------------- | --------------- |
| 28 giugno 1959 | Borgo Durbecco  |
| 29 giugno 1960 | Rione Verde     |
| 29 giugno 1961 | Rione Nero      |
| 29 giugno 1962 | Rione Rosso     |
| 29 giugno 1963 | Rione Rosso     |
| 29 giugno 1964 | Rione Rosso     |
| 29 giugno 1965 | Rione Rosso     |
| 29 giugno 1966 | Rione Rosso     |
| 29 giugno 1967 | Rione Rosso     |
| 29 giugno 1968 | Rione Rosso     |
| 29 giugno 1969 | Rione Giallo    |
| 29 giugno 1970 | Rione Rosso     |
| 29 giugno 1971 | Rione Rosso     |
| 29 giugno 1972 | Rione Rosso     |
| 29 giugno 1973 | Rione Nero      |
| 14 luglio 1974 | Rione Rosso     |
| 29 giugno 1975 | Rione Nero      |
| 29 giugno 1976 | Borgo Durbecco  |
| 26 giugno 1977 | Rione Rosso     |
| 25 giugno 1978 | Rione Rosso     |
| 24 giugno 1979 | Rione Rosso     |
| 22 giugno 1980 | Rione Rosso     |
| 28 giugno 1981 | Rione Rosso     |
| 27 giugno 1982 | Rione Rosso     |
| 19 giugno 1983 | Rione Nero      |
| 24 giugno 1984 | Borgo Durbecco  |
| 23 giugno 1985 | Rione Rosso     |
| 22 giugno 1986 | Rione Rosso     |
| 28 giugno 1987 | Rione Nero      |
| 26 giugno 1988 | Rione Nero      |
| 3 luglio 1988  | Rione Nero      |
| 26 giugno 1989 | Rione Verde     |
| 25 giugno 1990 | Borgo Durbecco  |
| 1º luglio 1990 | Rione Nero      |
| 23 giugno 1991 | Borgo Durbecco  |
| 26 giugno 1992 | Rione Verde     |
| 28 giugno 1993 | Rione Verde     |
| 26 giugno 1994 | Rione Verde     |
| 11 giugno 1995 | Rione Nero      |
| 2 luglio 1995  | Rione Nero      |
| 9 giugno 1996  | Rione Nero      |
| 23 giugno 1996 | Rione Nero      |
| 22 giugno 1997 | Rione Rosso     |
| 28 giugno 1998 | Rione Rosso     |
| 27 giugno 1999 | Rione Rosso     |
| 25 giugno 2000 | Rione Rosso     |
| 24 giugno 2001 | Rione Rosso     |
| 23 giugno 2002 | Borgo Durbecco  |
| 22 giugno 2003 | Rione Rosso     |
| 27 giugno 2004 | Rione Rosso     |
| 26 giugno 2005 | Rione Rosso     |
| 25 giugno 2006 | Rione Nero      |
| 24 giugno 2007 | Rione Nero      |
| 22 giugno 2008 | Rione Nero      |
| 28 giugno 2009 | Rione Rosso     |
| 27 giugno 2010 | Rione Rosso     |
| 26 giugno 2011 | Borgo Durbecco  |
| 24 giugno 2012 | Rione Rosso     |
| 23 giugno 2013 | Rione Giallo    |
| 22 giugno 2014 | Rione Verde     |
| 28 giugno 2015 | Rione Verde     |
| 26 giugno 2016 | Rione Rosso     |
| 25 giugno 2017 | Rione Giallo    |
| 24 giugno 2018 | Rione Rosso     |
| 23 giugno 2019 | Rione Nero      |
| 31 luglio 2021 | Rione Nero      |
| 26 giugno 2022 | Borgo Durbecco  |
| 22 luglio 2023 | Rione Verde     |
| 23 giugno 2024 | Rione Verde     |
| 22 giugno 2025 | Rione Verde     |

### Classifica Rioni
| Rione          | Vittorie | Prima vittoria | Ultima vittoria |
| -------------- | -------- | -------------- | --------------- |
| Rione Rosso    | 32       | 1962           | 2018            |
| Rione Nero     | 17       | 1961           | 2021            |
| Rione Verde    | 10       | 1960           | 2025            |
| Borgo Durbecco | 8        | 1959           | 2022            |
| Rione Giallo   | 3        | 1969           | 2017            |

## Eventi correlati
Oltre alla Bigorda, altre manifestazioni collaterali si sono affiancate col passare degli anni alla gara vera e propria del Palio, portando alla definizione del mese di giugno come "Mese del Palio":

### Corteo storico
Particolarmente folkloristico è il corteo storico che precede la gara del Palio. Alle ore 16.00 del giorno del Palio, al primo rintocco della torre dell'orologio, il corteo del Gruppo Municipale si posiziona ai piedi della scalinata del Duomo, dal quale esce il Palio che rimarrà in consegna al Gruppo Municipale fino alla premiazione. Poi i cinque rioni entrano in piazza seguendo l'ordine di arrivo al Palio dell'anno precedente. All'ingresso di ogni Rione, dai loggiati del Palazzo del Comune gli sbandieratori agitano le bandiere in segno di saluto al proprio corteo. Entrati tutti i rioni, c'è l'ingresso del Gruppo Municipale, e in seguito alla lettura del "Bando", in cui il banditore o araldo chiama i Rioni "a singolar tenzone", ha inizio il corteo vero e proprio, dalla Piazza del Popolo fino allo stadio "Bruno Neri" dove si disputa la corsa. Il Gruppo Municipale è in testa e a seguire ci sono tutti i rioni, il cui ordine di sfilata è stabilito dalla classifica dell'anno precedente. I costumi riprendono vestiti e tradizioni dell'epoca che va dal 1410 al 1501 (periodo di maggior splendore della Signoria dei Manfredi, signori di Faenza): sfilano cavalieri, armati, dame, magistrati, suonatori di chiarine, tamburini e sbandieratori, al ritmo della marcia di ogni rione.

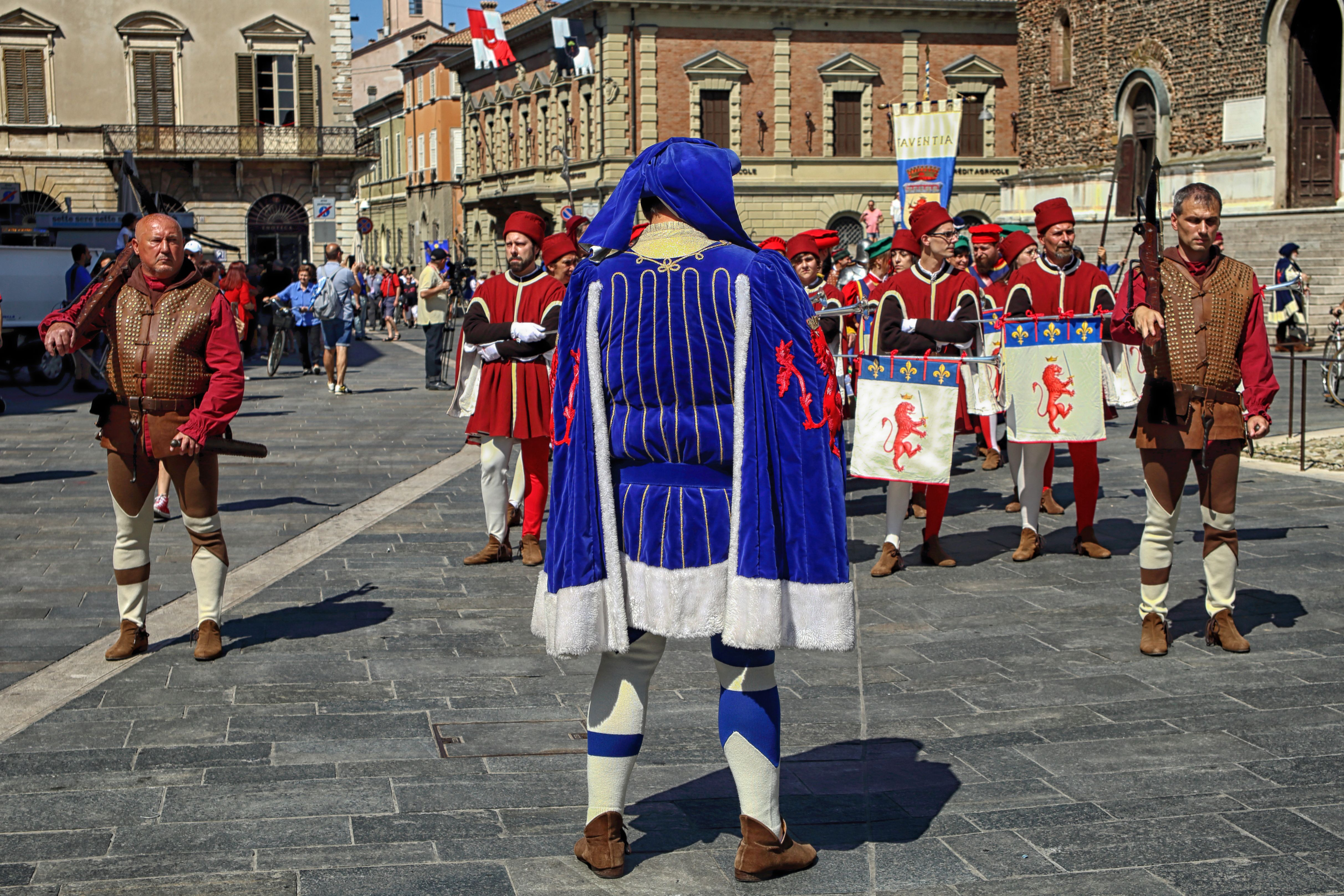
Gruppo Municipale in testa al Corteo in piazza
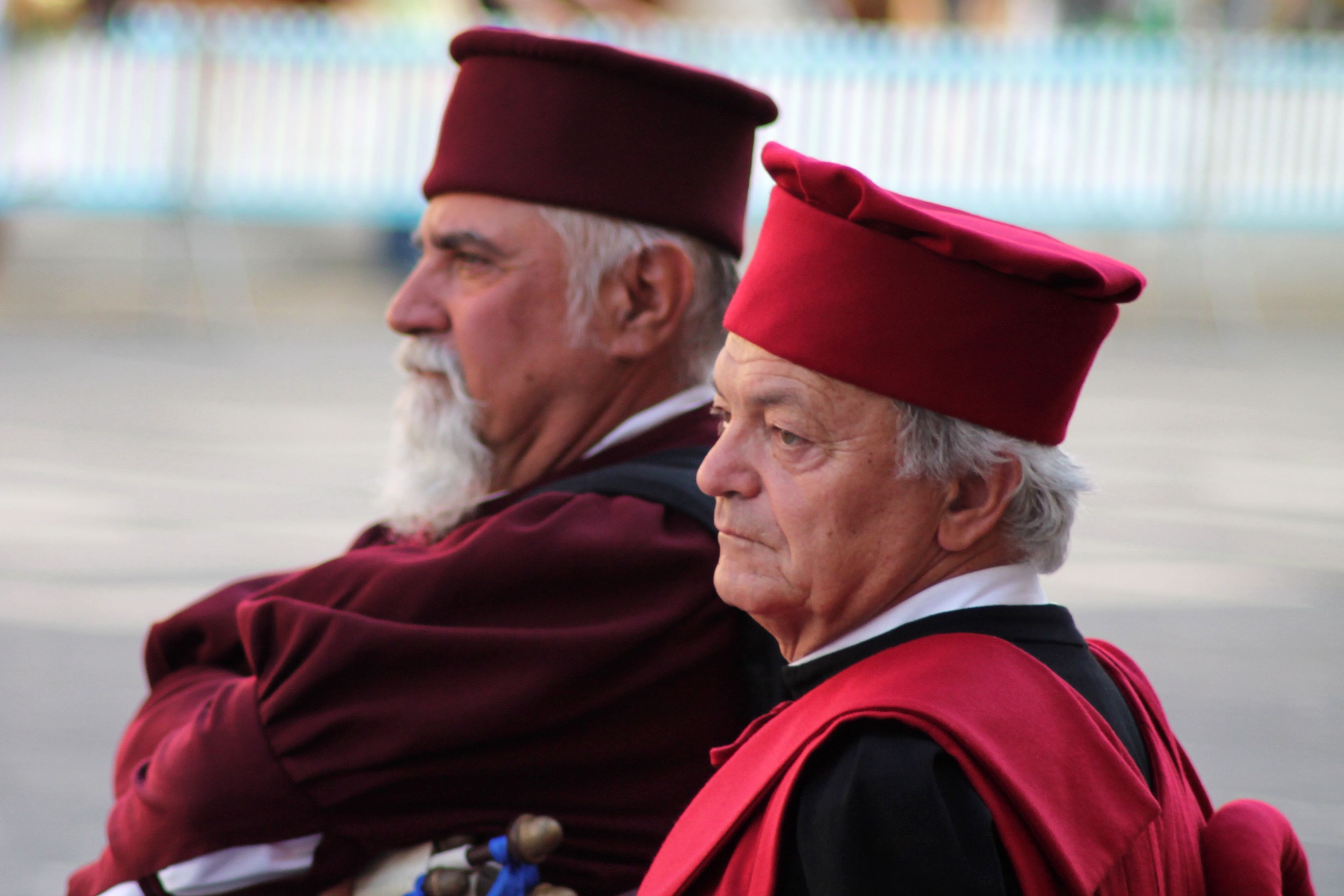
Il Podestà della Giostra e il Maestro di Campo
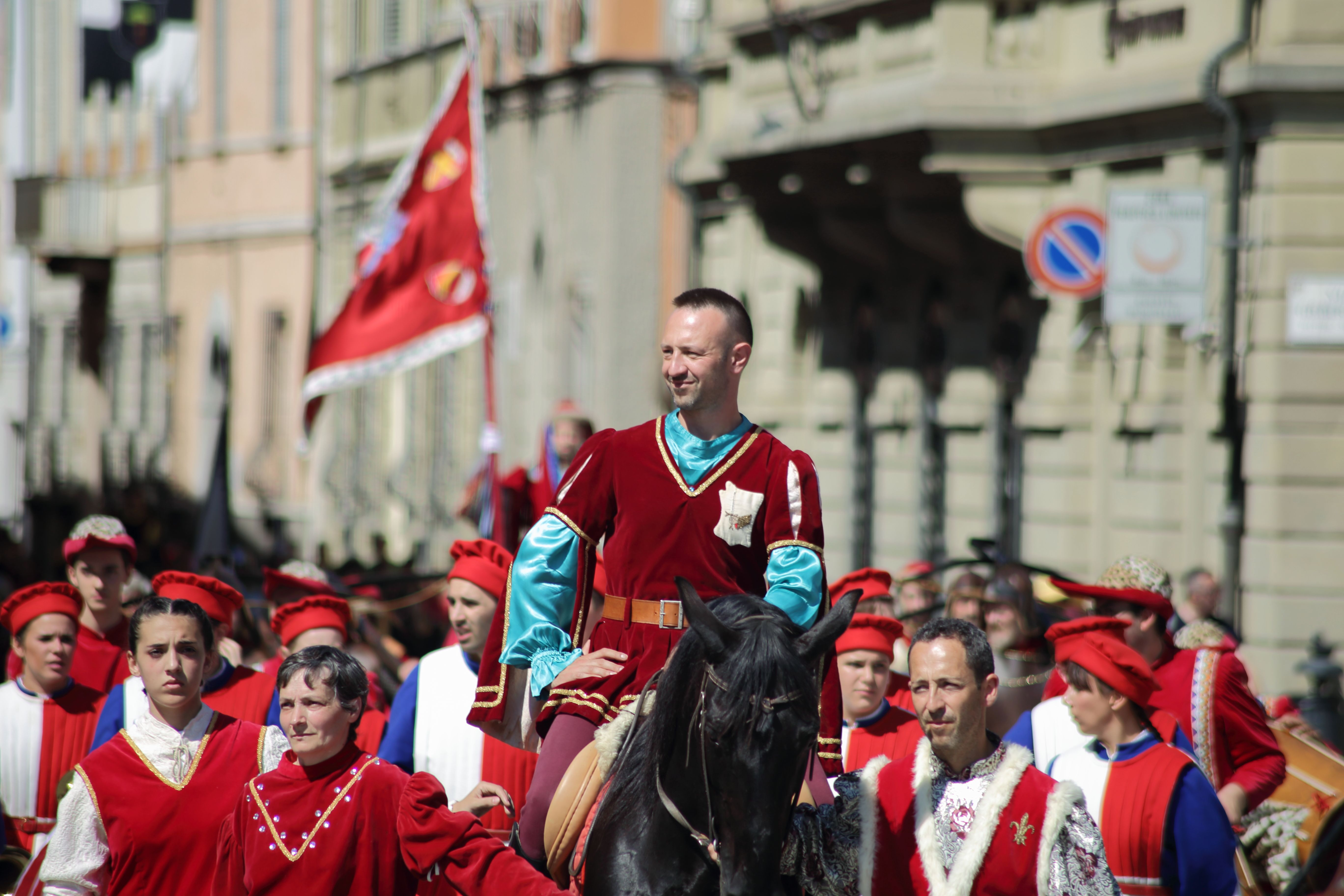
Il Corteo

### Premiazione
A partire dall'edizione 2006 la premiazione del vincitore del Palio non avviene più sul campo di gara. Al termine del torneo si forma nuovamente il corteo che torna verso il centro della città e raggiunge Piazza della Libertà. La consegna del Palio avviene sopra le gradinate della cattedrale, alla presenza del sindaco, del vescovo e di una folla di appassionati.

### Torneo della Bigorda d'Oro
Chiamato anche "Palio dei giovani", in quanto analogo nelle caratteristiche del Palio, ha luogo il sabato che precede la seconda domenica di giugno. La differenza principale rispeto al Palio del Niballo, è la giovane età dei cavalieri, e il corteo storico è ridotto in numero di partecipanti.

### Torneo degli Alfieri Bandieranti

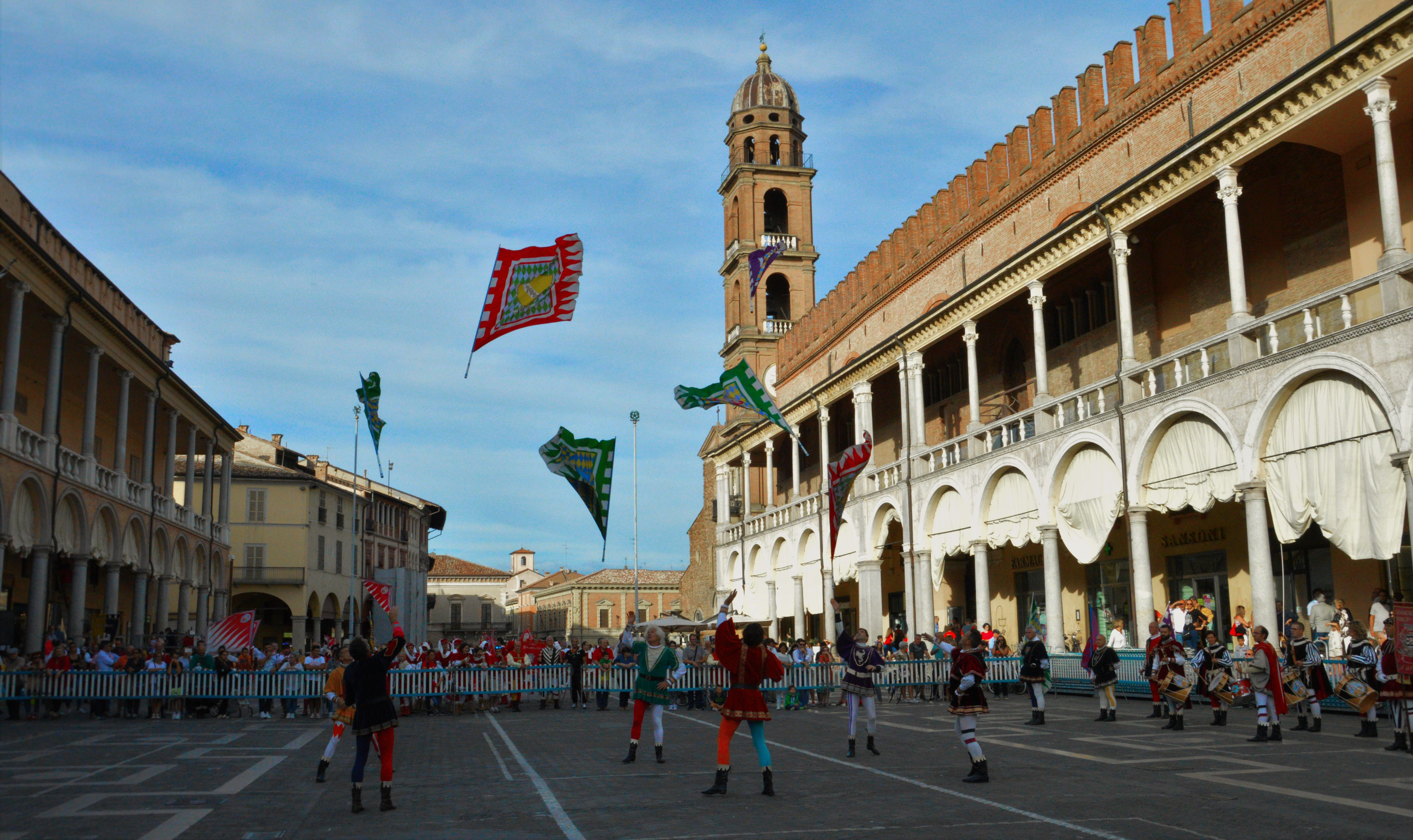
Torneo delle Bandiere in Piazza del Popolo

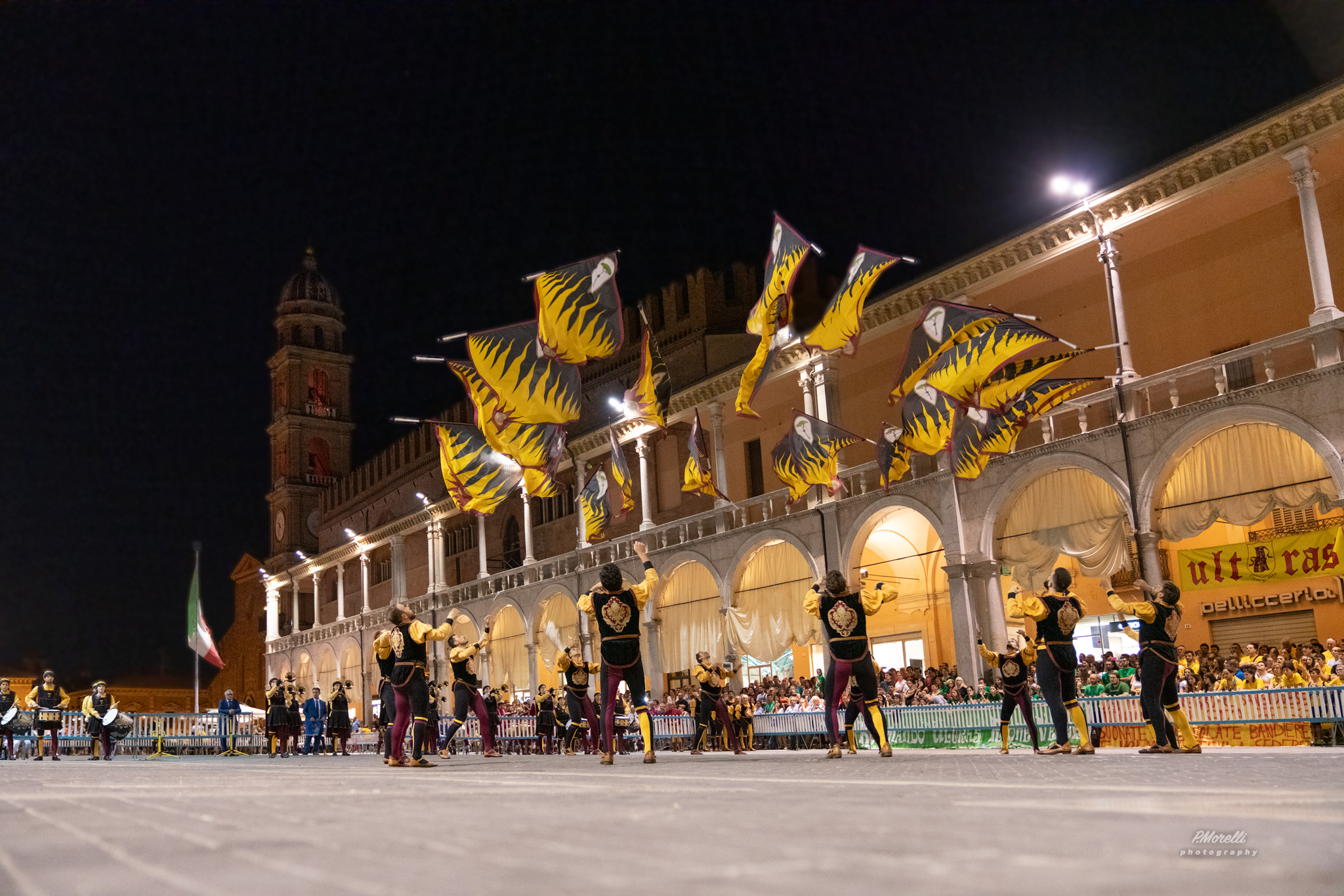
Gara delle Bandiere 2019, Piazza del Popolo. La grande squadra vincitrice, il rione Nero

Nel terzo fine settimana di giugno, la settimana dopo la Bigorda e precedente al Palio del Niballo, in Piazza del Popolo si disputano le varie gare del Torneo degli Alfieri Bandieranti (comunemente detti Sbandieratori) fra i cinque rioni cittadini. Nella sera del terzo sabato di giugno i rioni concorrono alla vittoria nelle specialità del Singolo, della Piccola Squadra e della Grande Squadra  nonché nella Gara dei Musici.
Le figure e gli esercizi che gli alfieri riescono a compiere, accompagnati dal rullo del tamburo e dagli squilli delle chiarine, sono entusiasmanti per eleganza, perfezione e ritmo, e il tutto è inserito in uno spettacolo reso ancora più suggestivo dal contorno degli altri figuranti in armi e dallo scenario della Piazza di Faenza. Per sbandierare e suonare ad alti livelli occorre molto allenamento, tant'è che gli sforzi profusi dai membri di quasi tutti i rioni riprendono a ritmi forzati già pochi mesi dopo la fine del Palio.

### Nott de bisò

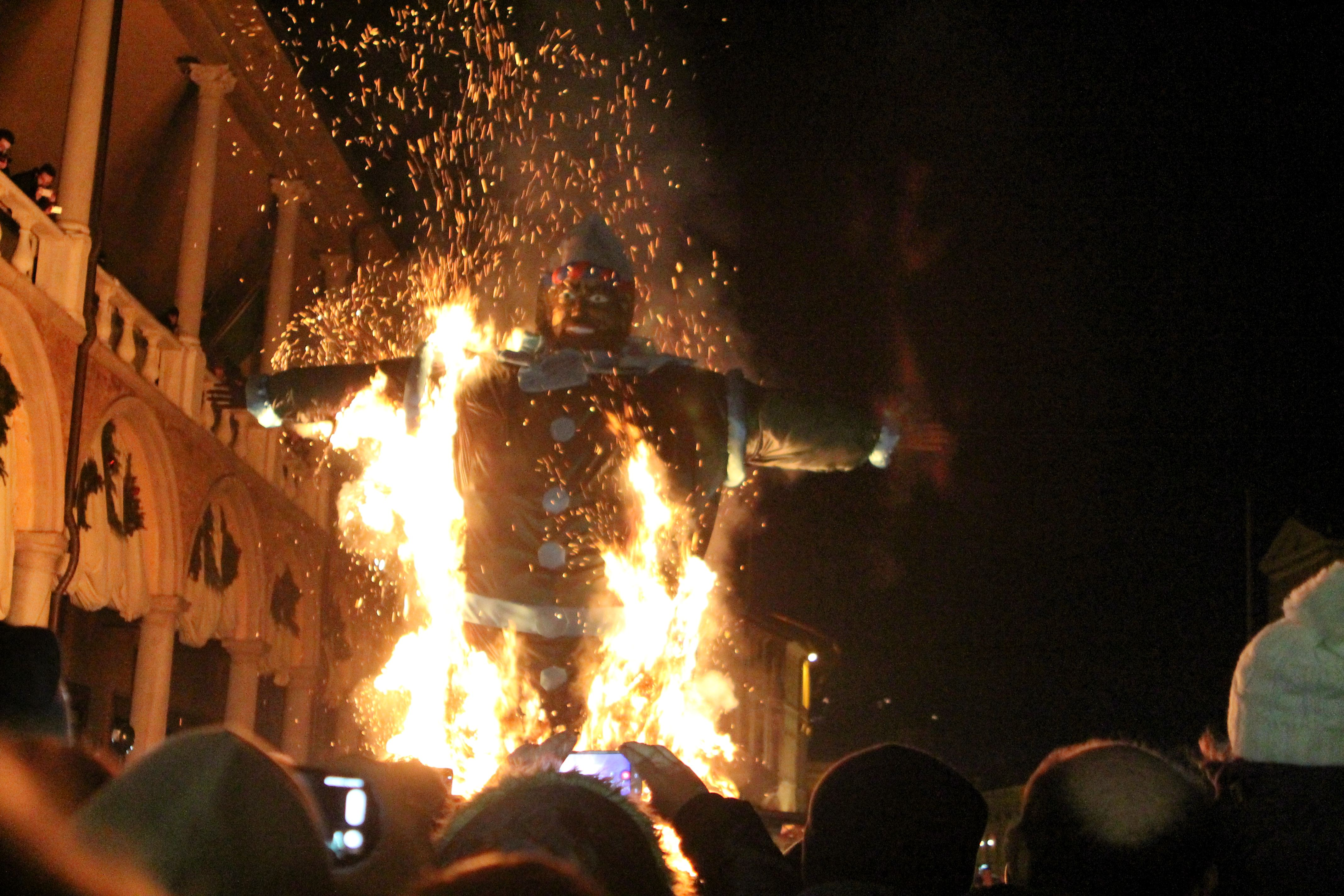
Il Niballo dato alle fiamme in piazza (2015)

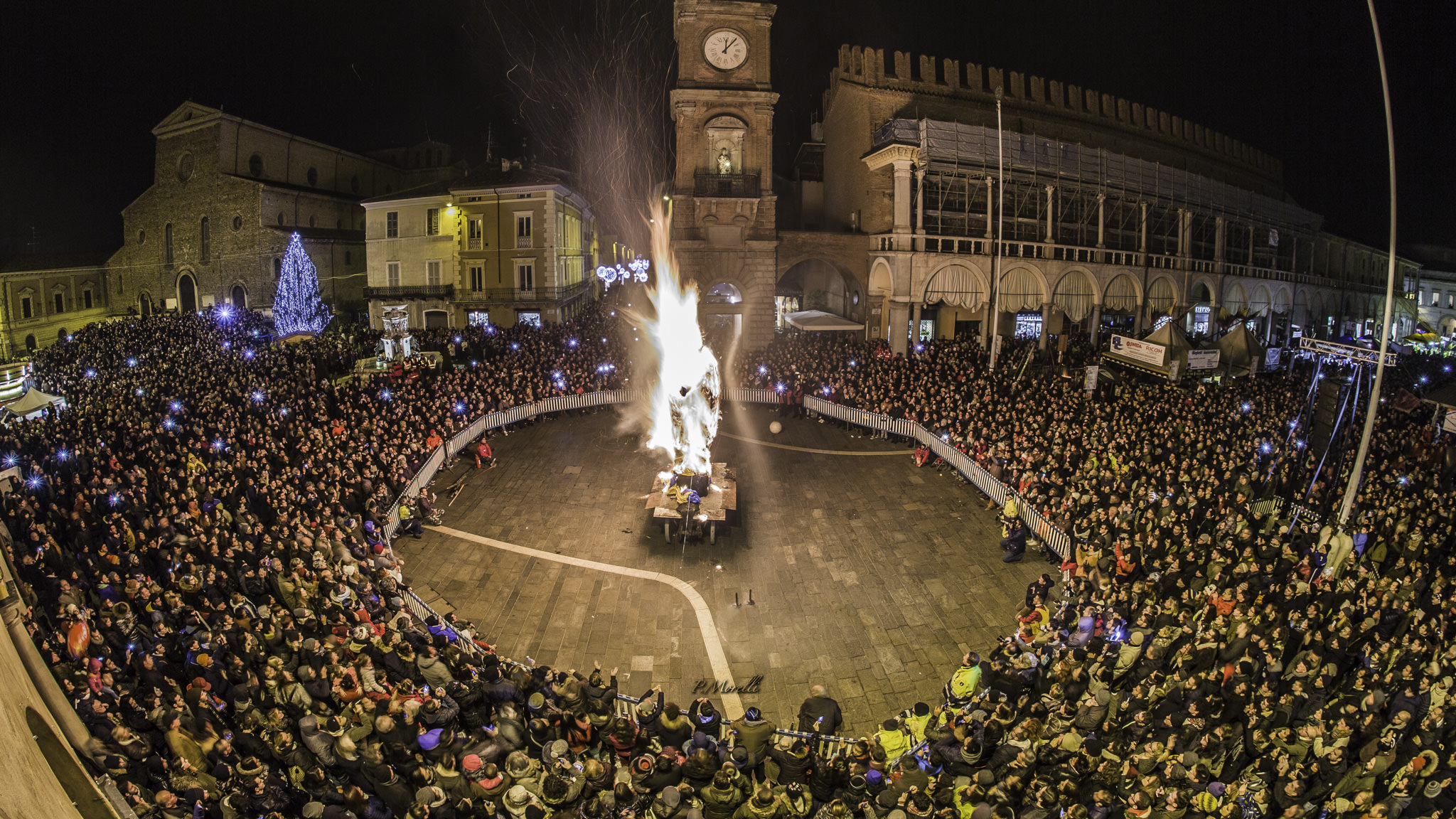
Rogo del Niballo alla confluenza dei corsi (2018)

Dal 1964 un avvenimento legato al Palio è la "Nott de bisò" (notte del bisò), che ha luogo la sera del 5 gennaio in Piazza del Popolo. La cittadinanza si ritrova nel cuore della città a festeggiare attorno agli stand gastronomici dei cinque rioni, bevendo il tradizionale "bisò" (nome in romagnolo faentino del vin brulé) preparato sul luogo e venduto nei gotti, piccole "tazze" di ceramica Faentina decorate a mano, raffiguranti i simboli rionali.
In piazza (al centro fino al 2017, alla confluenza dei corsi dal 2018) è collocato un grande pupazzo di cartapesta raffigurante il Niballo e vestito con i colori del rione vincente dell'anno precedente. Il Niballo viene portato su un carro tradizionale romagnolo trainato da buoi. A mezzanotte il pupazzo viene dato alle fiamme: scaramanticamente i rionali pensano che questo avvenimento possa predire il rione che avrà successo nel nuovo anno (ritengono infatti che la testa del saraceno in fiamme, cadendo, indichi con la sua direzione l'area del rione "fortunato").

### Donazione dei ceri
La tradizionale cerimonia della “Donazione dei Ceri” dà il via alle iniziative legate al Palio del Niballo.
La cerimonia è nata nel 1997 e avviene in cattedrale in occasione delle celebrazioni per la Beata Vergine delle Grazie, patrona della città, il sabato precedente la seconda domenica di maggio.
Ogni delegazione rionale è composta da un tamburino, due sbandieratori, un portacero, il capo rione, un portagonfalone e due armati, mentre quella del Gruppo Municipale da tre chiarine, due tamburini, un portagonfalone, un portacero, il reggente del gruppo municipale, due armati, il Podestà della Giostra, un valletto e tre rotellini
Arrivati davanti alla Cattedrale le chiarine e i tamburini si schierano sul sagrato, rispettivamente a sinistra e a destra del portone principale, mentre gli sbandieratori si dispongono lungo la scalinata del Duomo. Dopo alcuni squilli di chiarine e rulli di tamburo le delegazioni del Gruppo Municipale e dei Rioni entrano nella Cattedrale: portagonfaloni e armati si collocano a sinistra dell'altare maggiore, sbandieratori e musici a destra, mentre capi rione, portacero e Podestà della Giostra si collocano nelle prime panche centrali, subito dietro le autorità cittadine. Vicino al portone principale rimangono un rotellino ed il valletto, a guardia di un tavolo con le armi depositate dagli armati all'ingresso (in chiesa infatti, si deve entrare disarmati). Inizia la celebrazione eucaristica.
Al momento dell'offertorio, i Rioni e il Gruppo Municipale, uno alla volta, donano il cero (ogni candela misura oltre un metro e mezzo d'altezza, per un diametro di circa dieci centimetri) con il proprio stemma alla Madonna delle Grazie, la santa patrona della città. Nella donazione all'officiante, il portacero è accompagnato dal caporione. Dopo che i depositari sono ritornati nelle proprie posizioni, il vescovo consegna il drappo del Palio del Niballo alla città, rappresentata dal Sindaco e dal Gruppo Municipale.

Al termine della santa Messa il Palio viene posizionato nella Cappella della Madonna delle Grazie e là vi rimane, visibile a tutta la cittadinanza, fino alle ore 16 del giorno del Palio, quando il Podestà della Giostra, insieme al portapalio, lo prende per portarlo allo stadio dove si svolgerà la gara.